# Call of the Jungle
Call of the Jungle este un film american de aventuri din 1944 regizat de Phil Rosen. Protagoniștii filmului sunt Ann Corio, James Bush și John Davidson.